# Ashley Cummins
Pour les articles homonymes, voir Cummins (homonymie).
Ashley Cummins née le 2 août 1987 à Saint-Louis dans le Missouri (États-Unis), est une pratiquante de MMA américaine évoluant au sein de l'Invicta FC dans la catégorie des poids pailles.

## Palmarès en MMA
| 7 combats      | 4 victoires | 3 défaites |
| Par KO         | 0           | 1          |
| Par soumission | 2           | 0          |
| Sur décision   | 2           | 2          |

| Résultat | Record | Adversaire        | Méthode                           | Événement                         | Date             | Round | Temps | Lieu                                         | Notes |
| -------- | ------ | ----------------- | --------------------------------- | --------------------------------- | ---------------- | ----- | ----- | -------------------------------------------- | ----- |
| Victoire | 4–3    | Nicole Smith      | Soumission (clé de genou)         | Bellator 157: Dynamite 2          | 24 juin 2016     | 2     | 1:33  | Saint Louis, Missouri, États-Unis            |       |
| Défaite  | 3–3    | Alexa Grasso      | Décision unanime                  | Invicta FC 8: Waterson vs. Tamada | 6 septembre 2014 | 3     | 5:00  | Kansas City, Missouri, États-Unis            |       |
| Défaite  | 3–2    | Emily Kagan       | Décision partagée                 | Invicta FC 6: Cyborg vs. Coenen 2 | 13 juillet 2013  | 3     | 5:00  | Kansas City, Missouri, États-Unis            |       |
| Défaite  | 3-1    | Joanne Calderwood | TKO (coups de genoux au corps)    | Invicta FC 3: Penne vs. Sugiyama  | 6 octobre 2012   | 1     | 3:13  | Kansas City, Kansas, États-Unis              |       |
| Victoire | 3–0    | Sofia Bagherdai   | Décision unanime                  | Invicta FC 1: Coenen vs. Ruyssen  | 28 avril 2012    | 3     | 5:00  | Kansas City, Kansas, États-Unis              |       |
| Victoire | 2–0    | Stephanie Frausto | Décision unanime                  | NAAFS: Caged Fury 16              | 28 janvier 2012  | 3     | 3:00  | Morgantown, Virginie Occidentale, États-Unis |       |
| Victoire | 1–0    | Chelsea Colarelli | Soumission (étranglement arrière) | XFL: Xtreme Fight Night 5         | 18 novembre 2011 | 5     | 1:41  | Tulsa, Oklahoma, États-Unis                  |       |